# Horia Colibășanu
Horia Colibășanu (Timișoara, 4 gennaio 1977) è un alpinista rumeno.
Di professione dentista, è stato il primo rumeno a conquistare le vette del K2 (8.611 m),  Manaslu (8.163 m), Dhaulagiri I (8.167 m) e Annapurna I (8.091 m).

## Salite significative
Nel seguente elenco sono riportate alcune delle salite più significative di Horia Colibășanu.
- 1998: Gumachi (3.805 m), Elbrus (5.648 m)
- 1999: Khan Tengri (7.010 m)
- 2002: Elbrus (5.648 m)
- 2003: Matterhorn (4.462 m) – Cresta del Leone – Italia
- 2004: K2 (8.611 m) – primo rumeno senza ossigeno ausiliario [1] [2]
- 2006: Manaslu (8.163 m) – primo rumeno senza ossigeno ausiliario [3]
- 2007: Dhaulagiri I (8.167 m) – primo rumeno senza ossigeno ausiliario [4]
- 2009: Shishapangma Central Summit (8.013 m) - senza ossigeno ausiliario [5]
- 2010: Annapurna I (8.091 m) – primo rumeno senza ossigeno ausiliario [6]
- 2011: Makalu (8.481 m) -senza ossigeno ausiliario [7]
- 2013: Lhotse (8516 m) - primo rumeno senza ossigeno ausiliario [8]
- 2014: Shishapangma (8027m) - senza ossigeno ausiliario
- 2016: Manaslu (8.163 m) – senza ossigeno ausiliario[9]
- 2017: Everest (8848m) -  primo rumeno senza ossigeno ausiliario [10]
- 2023: Broad Peak (8047m) - senza ossigeno ausiliario